# Maurizio Casadei
Maurizio Casadei (San Marino, 15 maggio 1962) è un ex ciclista su strada sammarinese.

## Biografia
Nato nel 1962 a San Marino, a 18 anni ha partecipato ai Giochi olimpici di Mosca 1980, nella corsa in linea, non riuscendo a terminare la gara.
Quattro anni dopo ha preso di nuovo parte alle Olimpiadi, quelle di Los Angeles 1984, sempre nella corsa in linea, non arrivando al traguardo neanche in questo caso.
Ha chiuso la carriera nel 1995, a 33 anni, dopo tre anni da professionista, nel 1988 con i sammarinesi dell'Alfa Lum e nel biennio 1994-1995 con la Mercatone Uno, altra squadra di San Marino.

## Piazzamenti

### Competizioni mondiali
- Giochi olimpici

Mosca 1980 - In linea: ritirato
Los Angeles 1984 - In linea: ritirato